# Aurel Panait
Aurel Panait, né le 27 août 1968 en Roumanie, est un footballeur roumain, évoluant au poste d'arrière droit. 
Au cours de sa carrière, il évolue au Petrolul Ploiești, au Steaua Bucarest, au VfL Herold Modling, au Wuppertaler SV, au FSV Mayence, au Wehen Wiesbaden et au BFC Dynamo, ainsi qu'en équipe de Roumanie. Panait ne marque aucun but lors de son unique sélection avec l'équipe de Roumanie en 1992.

## Biographie

### En club
Avec le club du Steaua Bucarest, il dispute un total de 16 matchs en Ligue des champions.
En première division roumaine, son bilan est de 110 matchs joués, pour 5 buts marqués.

### En équipe nationale
Aurel Panait reçoit une seule sélection en équipe de Roumanie. Il s'agit d'un match amical disputé face à la Lettonie le 8 avril 1992.

## Carrière de joueur
- 1987-1991 :  Petrolul Ploiești
- 1991-1996 :  Steaua Bucarest
- 1996-1997 :  VfL Herold Modling
- 1997-1998 :  Wuppertaler SV
- 1997-1998 :  FSV Mayence
- 1998-1999 :  Wuppertaler SV
- 1999-2000 :  Wehen Wiesbaden
- 2000-2001 :  BFC Dynamo

## Palmarès
Il remporte l'essentiel de son palmarès avec le Steaua Bucarest. Il est notamment champion de Roumanie à trois reprises en 1994, 1995 et 1996 et vainqueur de la coupe de Roumanie à deux reprises en 1992 et 1996. Il remporte également la supercoupe de Roumanie en 1994 et 1995.